# Agelasta albomaculata
Agelasta albomaculata là một loài bọ cánh cứng trong họ Cerambycidae.